# Balneario Laguna de Gómez
Balneario Laguna de Gómez es una localidad del norte de la provincia de Buenos Aires situada en el partido de Junín, Argentina.

## Población
Cuenta con 230 habitantes (Indec, 2010), lo que representa un incremento del 238% frente a los 68 habitantes (Indec, 2001) del censo anterior.
| Gráfica de evolución demográfica de Balneario Laguna de Gómez entre 1991 y 2010 |
|                                                                                 |
| Fuente: Censos nacionales del INDEC                                             |